# Emanuel Hirsch
Emanuel Hirsch (Bentwisch, gemeente Wittenberge, 14 juni 1888 – Göttingen, 17 juli 1972) was een Duitse protestantse theoloog.

## Levensloop
Zijn leraren waren onder andere Karl Holl en Adolf von Harnack. Emanuel Hirsch werd beïnvloed door Maarten Luther, Søren Kierkegaard en Johann Gottlieb Fichte. Hij was (aanvankelijk) bevriend met Paul Tillich, maar koos politiek partij voor de NSDAP en werd woordvoerder van de ketterse beweging der Deutsche Christen, die geen tegenstelling tussen christendom en nazidom erkenden. Hij vertaalde samen met anderen Søren Kierkegaard van het Deens naar het Duits. Na de oorlog schreef hij, omwille van de inkomsten, ook vrij eenvoudige leesboeken die niet of nauwelijks beschouwd kunnen worden als onderdeel van zijn filosofisch- en theologisch werk.

## Leesboeken
- Rückkehr ins Leben : Erzählung (1952)
- Das Herz in der Truhe : Erzählung (1953)
- Der Heckenrosengang : roman (1954)
- Der neungekerbte Wanderstab : Roman (1955)
- Nothnagel : roman (1956)
- Rückkehr ins Leben (1957)
- Die unerbittlichen Gnaden : Erzählung (1958)
- Frau Ilsebill (1959)
- Die Brautfahrt und andere wunderliche Geschichten (1960)
- Waldemar Attichs Wendejahr (1961)
- Geschichten von der Markscheide : Erzählung (1963)

- Biblioteca Nacional de España: XX4793867
- Bibliothèque nationale de France: cb12492929p (data)
- Gemeinsame Normdatei: 118551477
- International Standard Name Identifier: 0000 0001 1047 4013
- Library of Congress Control Number: n85116519
- Nationale Bibliotheek van Tsjechië: xx0018976
- Nationale Bibliotheek van Israël: 987007262751205171
- Nationale Bibliotheek van Polen: a0000002341619
- Nederlandse Thesaurus van Auteursnamen: 070554595
- LIBRIS: 333521
- SNAC: w60m5zdw
- Système universitaire de documentation: 034141545
- Virtual International Authority File: 27169955
- WorldCat: E39PBJqqp7GvjgYrvxxJKRhT73